# 德尔加奥恩
德尔加奥恩（Dergaon），是印度阿萨姆邦Golaghat县的一个城镇。总人口13364（2001年）。

## 人口
该地2001年总人口13364人，其中男性7422人，女性5942人；0—6岁人口1321人，其中男688人，女633人；识字率85.12%，其中男性为88.05%，女性为81.47%。